# Rudine (Chorwacja)
Rudine – wieś w Chorwacji, w żupanii primorsko-gorskiej, w gminie Dobrinj. W 2011 roku liczyła 5 mieszkańców.